# Колона (Рим)
Колона (итал. Colonna) је насеље у Италији у округу Рим, региону Лацио.
Према процени из 2011. у насељу је живело 3620 становника. Насеље се налази на надморској висини од 293 м.

## Становништво
| 1936. | 1951. | 1961. | 1971. | 1981. | 1991. | 2001. | 2011. |
| ----- | ----- | ----- | ----- | ----- | ----- | ----- | ----- |
| 1.474 | 1.632 | 1.918 | 2.275 | 2.476 | 3.059 | 3.329 | 4.002 |